# Masako Kondo
Pour les articles homonymes, voir Kondo.
Masako Kondo (近藤雅子, Kondō Masako), née le 27 mars 1941, est une ancienne joueuse de volley-ball japonaise. Elle est championne olympique en 1964.

## Carrière
Membre des Sorcières de l'Orient (en), elle est championne olympique de volley-ball lors des Jeux olympiques d'été de 1964.
Elle est membre du Kurabo Kurashiki de 1961 à 1967.

## Palmarès

### Équipe nationale
- Jeux olympiques
  -  1964 à Tokyo.

- Jeux asiatiques
  -  1962 à Jakarta

### En clubs
- NHK Cup[2]
  - Vainqueur : 1963, 1964.
- Tournoi de Kurowashiki[2]
  - Finaliste : 1961, 1965.